# Krasnooktiabrskoje (obwód królewiecki)
Krasnooktiabrskoje (ros. Краснооктябрьское) – osiedle w Rosji, w obwodzie królewieckim, w rejonie czerniachowskim. W 2010 liczyło 193 mieszkańców.